# NGC 586
NGC 586 é uma galáxia espiral (Sa) localizada na direcção da constelação de Cetus. Possui uma declinação de -06° 53' 35" e uma ascensão recta de 1 horas, 31 minutos e 36,8 segundos.
A galáxia NGC 586 foi descoberta em 10 de Setembro de 1785 por William Herschel.